# 埃罗·马尔卡宁
埃罗·马尔卡宁（芬蘭語：Eero Markkanen；1991年7月3日—）是一位芬蘭足球運動員。在場上的位置是前鋒。他現在效力於HIFK赫爾辛基。他也代表芬蘭國家足球隊參賽。